# Рианьо, Хосе Антон Гонсалес
Хосе Антон Гонсалес Рианьо (исп. Xosé Antón González Riaño, род. 1956, Сьеро, Астурия) — учитель, педагог и профессор Университета Овьедо, учреждения, где он получил докторскую степень в 1993 году, защитив диссертацию о школьной лингвистической интерференции между астурийским и испанским языками — исследование, за которое он получил экстраординарную докторскую степень — сегодня преподаёт на кафедре педагогических наук и является президентом Академии Астурийского языка с 23 июня 2017 года.

## Биография
Его преподавательская и исследовательская специализация вращается вокруг методологии преподавания языков, школьного двуязычия, социолингвистических и социально-образовательных аспектов, связанных с наличием языков в школе, взаимосвязей между преподаванием языков и межкультурностью, условиями языков меньшинств (особенно астурийского), и т. д.
Член Академии Астурийского языка с 1987 года, он был вице-президентом учреждения и отвечал за его программу обучения, руководя UABRA. Также предприниматель и директор академического сборника «Parte Pedagógica», где было опубликовано 20 томов, посвящённых дидактическим обновлениям для преподавания астурийского языка в образовательных центрах. Он является автором сотни научных публикаций (книг, глав, статей и материалов конференций). Некоторые из его работ были опубликованы в авторитетных журналах на международной арене (Франция, Великобритания и США, другие страны). В 2005 году Министерство образования и науки Испании присудило ему вместе с доктором Марией Лузао Национальную премию за исследования в области образования. В 2019 году его работа была отмечена премией Urogallo Awards в категории «Астурийский язык».